# السيالغة الجنوبيين (أولاد عيسى)
السيالغة الجنوبيين هي إحدى مشيخات المملكة المغربية، تتبع جغرافيا لإقليم خريبكة وإداريًا لأولاد عيسى. يقدر عدد سكانها بـ 1,899 نسمة حسب الإحصاء الرسمي للسكان والسكنى لسنة 2004.